# Mount Terra Nova
Mount Terra Nova är ett berg i Antarktis. Det ligger i Östantarktis. Nya Zeeland gör anspråk på området. Toppen på Mount Terra Nova är 2 130 meter över havet, eller 596 meter över den omgivande terrängen. Bredden vid basen är 8,3 km.
Terrängen runt Mount Terra Nova är kuperad åt sydost, men åt nordväst är den bergig. Mount Terra Nova ligger uppe på en höjd som går i öst-västlig riktning. Trakten är obefolkad. Det finns inga samhällen i närheten. 